# Cantón de Villeneuve-de-Berg
El cantón de Villeneuve-de-Berg era una división administrativa francesa, que estaba situada en el departamento de Ardecha y la región de Ródano-Alpes.

## Composición
El cantón estaba formado por diecisiete comunas:
- Berzème
- Darbres
- Lanas
- Lavilledieu
- Lussas
- Mirabel
- Rochecolombe
- Saint-Andéol-de-Berg
- Saint-Germain
- Saint-Gineis-en-Coiron
- Saint-Jean-le-Centenier
- Saint-Laurent-sous-Coiron
- Saint-Maurice-d'Ardèche
- Saint-Maurice-d'Ibie
- Saint-Pons
- Villeneuve-de-Berg
- Vogüé

## Supresión del cantón de Villeneuve-de-Berg
En aplicación del Decreto nº 2014-148 de 13 de febrero de 2014, el cantón de Villeneuve-de-Berg fue suprimido el 22 de marzo de 2015 y sus 17 comunas pasaron a formar parte; trece del nuevo cantón de Le Teil, tres del nuevo cantón de Vallon-Pont-d'Arc y una del nuevo cantón de Aubenas-2.